# Lei de Registros Públicos
A Lei Federal Número 6.015 de 31 de Dezembro de 1973, conhecida como Lei de Registros Públicos, é uma lei federal que trata de registros públicos como o registro civil e outros.

## Exemplos
Um exemplo que se encontra nela é o Parágrafo Único do Artigo 55 dela é este:
"Artigo 55: Quando o declarante não indicar o nome completo, o oficial lançará adiante do prenome escolhido o nome do pai, e na falta, o da mãe, se forem conhecidos e não o impedir a condição de ilegitimidade, salvo reconhecimento no ato.
Parágrafo Único: Os oficiais do registro civil não registrarão antropônimos suscetíveis de expor ao ridículo os seus portadores. Quando os pais não se conformarem com a recusa do oficial, este submeterá por escrito o caso, independente da cobrança de quaisquer emolumentos, à decisão do juiz competente."